# شعيب العمياء

## الموقع
يقع حوض شعيب العمياء ضمن حدود محمية الإمام عبد العزيز بن محمد الملكية، ومن الناحية الإدارية تشكل اراضي حوضه جزء من محافظة رماح في المملكة العربية السعودية. وتبدأ منابع شعيب العمياء عند خط طول 46.936867 درجة شرقا ودائرة عرض 25.147156 درجة شمالا، وذلك من أرض مرتفعة نسبيا تمر فيها خطوط تقسيم المياه لأحواض التصريف المتجاورة، والتي تقع بين أحوض روافد وادي المساجدي الصغيرة وحوض شعيب لبجة. وبشكل عام يتجه المجرى الرئيسي لشعيب العمياء من الجنوب الغربي نحو الشمال الشرقي، حتى يلتقي مع وادي المساجدي عند خط طول 47.003708 درجة شرقا ودائرة عرض 25.206826 درجة شمالا. 

## شعيب العمياء
شعيب العمياء هو أحد الروافد العليا لوادي المساجدي. ويجب التنبيه إلى وجود شعيب آخر في العرمة يحمل نفس الاسم، والذي يمثل أحد الفروع الرئيسية العليا في حوض تصريف وادي الطوقي، ويقع حوضه ضمن حدود محمية الملك خالد الملكية. ولشعيب العمياء في حوض تصريف وادي المساجدي رافد رئيسي ينحدر نحوه قادما من الجنوب الغربي يسمى قري العمياء، ويصرف حوض شعيب العمياء منطقة جغرافية مستطيلة تمتد من الجنوب الغربي إلى الشمال الشرقي، ويحده من الشمال الغربي روافد صغيرة لوادي المساجدي، ويحده من الجنوب الشرقي حوض شعيب لبجة، أحد الروافد الرئيسية لوادي المساجدي. ويقع حوض شعيب العمياء ضمن محمية الإمام عبد العزيز بن محمد الملكية، ومن الناحية الإدارية تشكل اراضي حوضه جزء من محافظة رماح في المملكة العربية السعودية. وتبدأ منابع شعيب العمياء عند خط طول 46.936867 درجة شرقا ودائرة عرض 25.147156 درجة شمالا، وذلك من أرض مرتفعة نسبيا تمر فيها خطوط تقسيم المياه لأحواض التصريف المتجاورة، والتي تقع بين أحوض روافد وادي المساجدي الصغيرة وحوض شعيب لبجة. وبشكل عام يتجه المجرى الرئيسي لشعيب العمياء من الجنوب الغربي نحو الشمال الشرقي، حتى يلتقي مع وادي المساجدي عند خط طول 47.003708 درجة شرقا ودائرة عرض 25.206826 درجة شمالا. ويبلغ طول مجراه الرئيسي من منبعه إلى أن يلتقي بالمجرى الرئيسي لوادي المساجدي حوالي 11كم. ويظهر من صور قوقل ماب أن الأجزاء السفلى والوسطى من حوض شعيب العمياء تتكون من أرض فيها تلال، بينما تكون الأجزاء العليا منه قليلة التضرس نسبيا، وأن أغلب روافد الشعيب قصيرة، وأن مجاري المياه في حوض التصريف تلتقي بزوايا حادة، وتعطي نمطا شجريا لشبكة مجاري المياه فيه، ويتضح من الصور أيضا أن مجراه الرئيسي شبه مستقيم وواسع نسبيا، وأن انحناءات التعرجات فيه خفيفة جدا. كما يتبين من الصور أن الأشجار فيه قليلة ومتفرقة.